# Сант-Эузанио-дель-Сангро
Сант-Эузанио-дель-Сангро (итал. Sant'Eusanio del Sangro) — коммуна в Италии, располагается в регионе Абруццо, в провинции Кьети.
Население составляет 2420 человек (2008 г.), плотность населения составляет 101 чел./км². Занимает площадь 23 96 км². Почтовый индекс — 66037. Телефонный код — 0872.
Покровителем населённого пункта считается святой San Filippo Neri.

## Демография
Динамика населения:

## Администрация коммуны
- Официальный сайт: http://www.comune.santeusaniodelsangro.chieti.it